# Euphyia pontina
Euphyia pontina är en fjärilsart som beskrevs av Druce 1893. Euphyia pontina ingår i släktet Euphyia och familjen mätare. Inga underarter finns listade i Catalogue of Life.